# 12065 Jaworski
12065 Jaworski è un asteroide della fascia principale. Scoperto nel 1998, presenta un'orbita caratterizzata da un semiasse maggiore pari a 2,3974292 UA e da un'eccentricità di 0,1754917, inclinata di 2,85273° rispetto all'eclittica.